# Алексієвська сільська рада (Ташлинський район)
Алексі́євська сільська рада (рос. Алексеевский сельский совет) — сільське поселення у складі Ташлинського району Оренбурзької області Росії.
Адміністративний центр та єдиний населений пункт — село Алексієвка.

## Населення
Населення — 951 особа (2019; 1023 в 2010, 1126 у 2002).